# クレイグ・グレンディ

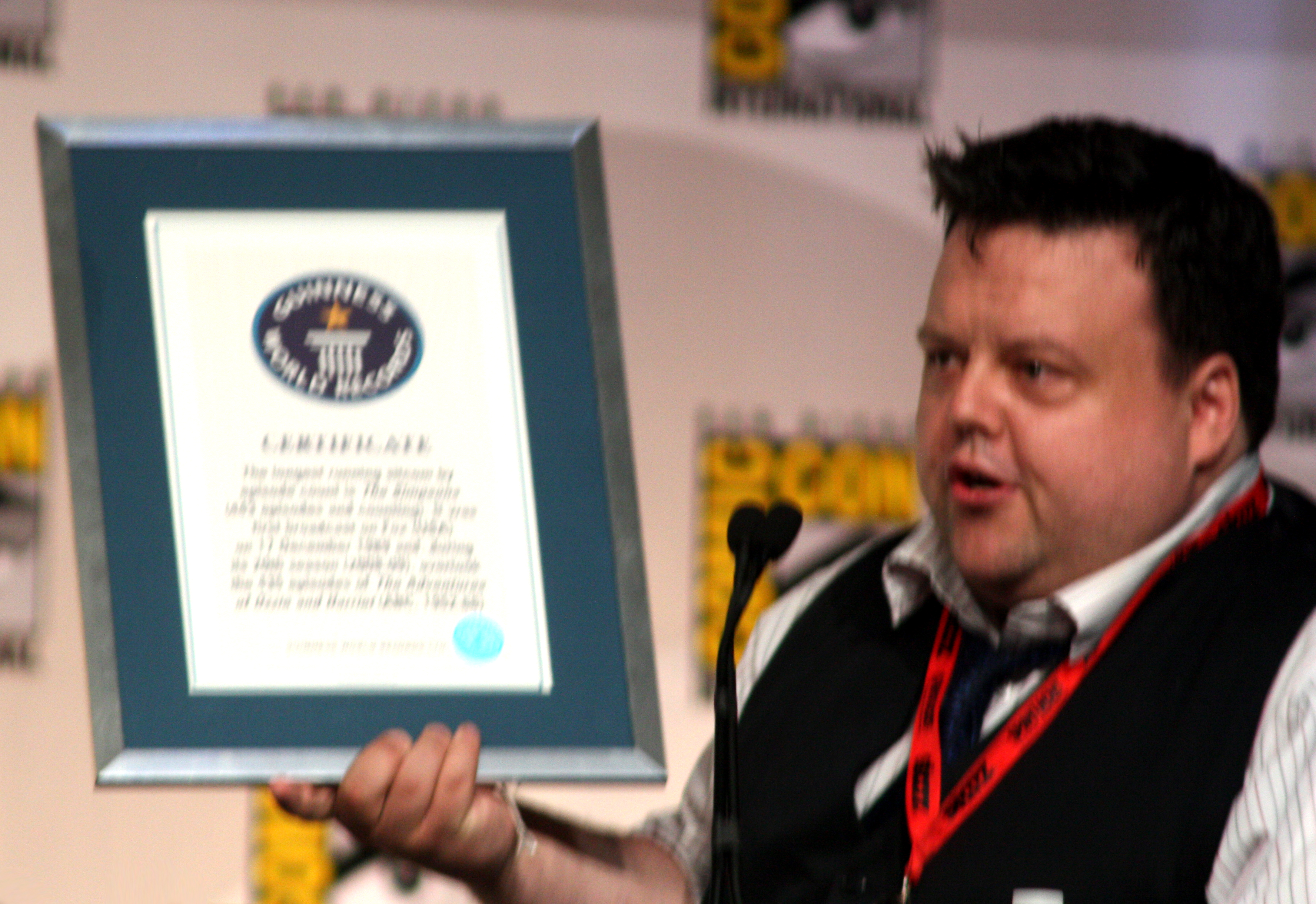
クレイグ・グレンディ

クレイグ・グレンディ（Craig Glenday、1973年5月31日 - ）は、ギネス世界記録の編集長（2006年 - ）。イギリス、ダンディー出身。
2002年にエディンバラ大学を卒業後ギネス・ワールド・レコーズ社に入社し、2006年より編集長を務める。